# Жердівка (аеродром)
Жердівка (рос. Жердевка) — аеродром, який зараз не використовується, розташований в 7 км на схід від міста Жердівка Тамбовської області Росії. 

## Історія
Тут знаходилася льотна база Борисоглібського ВВАУЛ (Л-29, Л-39), а після 1992 базувався 14-й гвардійський Ленінградський двічі Червонопрапорний ордена Суворова винищувальний авіаційний полк, який в 1991—1999 літав на літаках МіГ-29. Полк входив до складу 16-ї повітряної армії СРСР.
У 1998—1999 полк переїхав на аеродром Халіно під Курськом. 
123-й навчальний авіаційний полк використовував це місце з 1952 по 1990, а 35-й винищувальний авіаційний полк з 1992 по 1996, також використовуючи МіГ-29.